# Liste der Bischöfe und Erzbischöfe von Bremen

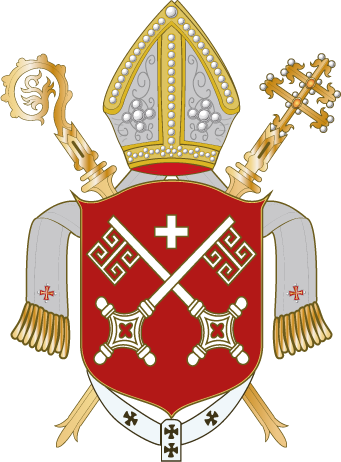
Wappen des ehem. Erzbistums Bremen

Folgende Personen waren Bischöfe und Erzbischöfe von Bremen:
| von | bis | Name                 |
| --- | --- | -------------------- |
| 787 | 789 | Willehad             |
| 789 | 805 | (Sedisvakanz)        |
| 805 | 838 | Willerich (Wilrich)  |
| 838 | 845 | Leuderich (Leutrich) |

Seit 848 waren die Erzbischöfe von Hamburg gleichzeitig Bischöfe von Bremen.
| von | bis | Name                                                                 |
| --- | --- | -------------------------------------------------------------------- |
| 848 | 865 | Ansgar, seit 831 Erzbischof von Hamburg, seit 845 Bischof von Bremen |
| 865 | 888 | Rimbert, bezeichnete sich auch als Erzbischof von Bremen             |
| 888 | 909 | Adalgar                                                              |

Papst Sergius III. bestätigte 905 die Verschmelzung der Erzdiösen von Hamburg und Bremen zu „einer Kirche“.
| von         | bis  | Name |
| ----------- | ---- | --- |
| 909         | 915  | Hoger (Huggar) |
| 916         | 916  | Reginward |
| 916         | 936  | Unni |
| 936         | 988  | Adaldag |
| 988         | 1013 | Libentius I. (Libizo, Liawizo) |
| 1013        | 1029 | Unwan |
| 1029        | 1032 | Libentius II. (Liawizo) |
| 1032        | 1035 | Hermann von Bremen |
| 1035        | 1043 | Adalbrand (Bezelin, Alebrand) |
| 1043        | 1072 | Adalbert I., Pfalzgraf von Sachsen |
| 1072        | 1101 | Liemar |
| 1101        | 1104 | Humbert |
| 1104        | 1123 | Friedrich I. |
| 1123        | 1148 | Adalbero (Adalbert II.) |
| 1148        | 1168 | Hartwig I., (Hartwig von Stade) |
| 1168        | 1178 | Balduin I. (Baldwin), von Kaiser Friedrich I. nach unentschiedener Doppelwahl zwischen Siegfried I. und Dompropst Otbert eingesetzt.                                   |
| 1178        | 1179 | Bertold (Bertram). Nicht päpstlich bestätigt, danach Bischof von Metz                                                                                                  |
| (1168) 1179 | 1184 | Siegfried von Anhalt. Nach Einsetzung Balduins I. nannte er sich „Erwählter von Bremen“. Nach dem Tod von Balduin I. von Kaiser Friedrich I. eingesetzt.               |
| 1184        | 1207 | Hartwig II. (Hartwig von Utlede, Hartwig von Uthlede). 1190 von König Heinrich VI. abgesetzt, blieb aber im Amt, da sein Nachfolger Waldemar in Dänemark gefangen war. |
| (1192) 1207 | 1212 | Waldemar Prinz von Dänemark (auch Bischof von Schleswig). 1192 und 1207 in Bremen gewählt, ohne päpstliche Anerkennung. 1217 endgültig vertrieben.                     |
| 1208        | 1210 | Burchard von Stumpenhausen. In Hamburg gewählt, ohne päpstliche Anerkennung, 1210 resigniert.                                                                          |
| 1210        | 1219 | Gerhard I. Von 1192 bis 1216 auch Bischof im Bistum Osnabrück, aus dem Haus Oldenburg.                                                                                 |
| 1219        | 1258 | Gerhard II. (Gerhard zur Lippe). |

Papst Honorius III. bestätigte Weihnachten 1223 Bremen als einzigen (Erz-)Bischofssitz. Das Domkapitel von Hamburg blieb aber mit besonderen Rechten ausgestattet bestehen.
| von  | bis  | Name |
| ---- | ---- | --- |
| 1258 | 1273 | Hildebold von Wunstorf (Hildbold). |
| 1273 | 1306 | Giselbert von Brunkhorst (Giselbert von Bronkhorst) |
| 1306 | 1307 | Heinrich I. (Heinrich von Golthorn auch von Goltern) |
| 1307 | 1310 | Sedisvakanz. Doppelwahl, gewählt waren Florenz von Bronkhorst, aus dem Geschlecht der Herren von Bronkhorst, und Bernhard von Wölpe. Florenz starb 1308, Bernhard gab auf. |
| 1310 | 1327 | Jens Grand (Johann, Jonas Fursat Grand). Vorher seit 1289 Erzbischof von Lund. 1316 versuchte man ihn für unzurechnungsfähig zu erklären.                                  |
| 1316 | 1327 | Johann I. (Administrator) |
| 1327 | 1344 | Burchard Grelle |
| 1344 | 1348 | Otto I. aus dem Oldenburger Grafenhaus |
| 1348 | 1359 | Gottfried von Arnsberg (vorher Bischof von Osnabrück) |
| 1348 | 1359 | Moritz von Oldenburg, ohne päpstliche Bestätigung |
| 1359 | 1395 | Albert II. (Albert von Braunschweig-Wolfenbüttel) |
| 1395 | 1406 | Otto II., 1388 bis 1395 Bischof von Verden |
| 1406 | 1421 | Johannes II., (Johannes von Schlamstorf oder von Slamsdorp) |
| 1422 | 1435 | Nikolaus von Oldenburg-Delmenhorst, resigniert |
| 1435 | 1441 | Baldwin II. von Wenden (auch: Balduin) |
| 1442 | 1463 | Gerhard III. |
| 1463 | 1496 | Heinrich II. (Heinrich XXVII. von Schwarzburg, ab 1466 auch als Heinrich III. Bischof von Münster)                                                                         |
| 1497 | 1511 | Johann III. Rode von Wale |
| 1511 | 1558 | Christoph von Braunschweig-Wolfenbüttel (Seit 1503 auch Bischof von Verden)                                                                                                |
| 1558 | 1566 | Georg von Braunschweig-Wolfenbüttel (Ebenfalls Bischof von Verden und Minden)                                                                                              |

Ab 1540 führten die Domkapitele mit wohlwollender Duldung des Erzbischofs die Reformation durch.
Ab 1566 wurden vom Domkapitel Bremen lutherische Erzbischöfe, auch als Administratoren bezeichnet, gewählt.

| von  | bis  | Name                                                                      |
| ---- | ---- | ------------------------------------------------------------------------- |
| 1567 | 1585 | Heinrich von Sachsen-Lauenburg (auch Bischof von Osnabrück und Paderborn) |
| 1585 | 1596 | Johann Adolf von Holstein-Gottorf                                         |
| 1596 | 1634 | Johann Friedrich von Schleswig-Holstein-Gottorf                           |
| 1634 | 1648 | Friedrich II. (Prinz von Dänemark)                                        |

1648 wurde das Erzstift Bremen säkularisiert und ging als Herzogtum Bremen an Schweden.

## Schrifttum